# Canon EOS 1100D
Canon EOS 1100D är en digital systemkamera från Canon. Kameran, som heter EOS Rebel T3 i USA och Kanada, och EOS Kiss X50 i Japan, lanserades den 7 februari 2011 och ersätter Canon EOS 1000D i Canons sortiment.